# علي مجبل فرطوس
علي مجبل فرطوس لاعب كرة قدم. مواليد 1982 و هو ابن اللاعب العراقي مجبل فرطوس لاعب المنتخب العراقي السابق، حاليآ محلل في اغلب مباريات المنتخب العراقي في القنوات القطرية الرياضية .
لعب لأندية أم صلال والوكرة والريان والعربي والسيلية والشمال والمرخية والبدع.

## روابط خارجية
- علي مجبل فرطوس على موقع قاعدة بيانات كرة القدم.إي يو (الإنجليزية)
- علي مجبل فرطوس على موقع ناشيونال فوتبول تيمز (الإنجليزية)
- علي مجبل فرطوس على موقع كووورة